# Вивероне
Вивероне (итал. Viverone) — коммуна в Италии, расположена в области Пьемонт, подчиняется административному центру Бьелла.
Население коммуны, на 01.01.2024 года, составляет 1340 человек, плотность населения — 109,86 чел./км². Коммуна занимает площадь 12 км².
Почтовый индекс — 13886. Телефонный код — 0161.
В коммуне 15 августа и 16 августа особо празднуется Успение Пресвятой Богородицы.

## Демография
Динамика населения:

## Города-побратимы
- Повляне, Хорватия